# 蘇武健治
蘇武 健治（そぶ けんじ、9月29日 - ）は、日本の男性声優。アクセント所属。芸名は「SOBU」（そぶ）。神奈川県出身。

## 人物
第一回アクセントナレーションコンテスト出身。
特技はタップ。
声優・ナレーター業の傍ら、北海道芸術高等学校東京池袋サテライトキャンパス声優コース、東放学園専門学校東京アナウンス学院にて講師を務める。

## 出演

### テレビアニメ
- ハーメルンのバイオリン弾き（1996年、兵士、村人、怪物）
- HARELUYA II BØY（1997年、ガヤ）
- 深海伝説マーメノイド（1997年、マーイーグル他）
- サイレントメビウス（1998年、コンビニの店員）
- ハングリーハート WILD STRIKER（2002年、笹尾和行）

### 劇場アニメ
- サクラ大戦 活動写真（2001年）

### ゲーム
- ファイナルファンタジーX-2（2003年、バラライ）
- ファイナルファンタジーX-2 HDリマスターPS3版（2013年、バラライ）
- ファイナルファンタジーX-2 HDリマスターPS VITA版（2013年、バラライ）
- ファイナルファンタジーX-2 HDリマスターNintendo Switch版（2019年、バラライ）
- ファイナルファンタジーX-2 HDリマスターXbox One版（2019年、バラライ）

### ドラマCD
- 舞台 七瀬恋（2006年）

### 吹き替え

#### 映画
- エグゼクティブ・ターゲット
- カンニング・モンキー 天中拳
- センダー/超誘導体
- 暴走車 ランナウェイ・カー
- マスター・オブ・リアル・カンフー 大地無限
- リチャード三世

#### 海外ドラマ
- 刑事ナッシュ・ブリッジス
- フェリシティの青春

#### 海外アニメ
- くまのパディントン

### ナレーション

#### テレビ番組ナレーション
- あざーっす!
- ぐるぐるナインティナイン「世界オカルン滞在記」（下条アトムさん風ナレーション）
- TKOの大人のアホぢから
- ディスカバ!99（下条アトムさん風ナレーション）
- 映画『おいハンサム!!』公開記念! 〜こじらせ三姉妹の恋愛遍歴トーク!!〜

#### テレビCMナレーション
- P&G「ボールド」
- ESS「パパウオッシュ」
- キッセイ薬品
- 城南建設「住宅情報館」
- はごろもフーズ
- タカラ「チョロQ」他
- 雪印メグミルク「アイスXL」
- リクルート「仕事の時間」他
- ナショナル「エオリア」
- バンダイ「ドラえもんＴシャツ」、「ふんわりコーン」他
- サンヨー「冷蔵庫」
- TSUTAYA
- セガ「ジャイアントエッグ」
- ロート製薬「アクネス」
- 日本ガス協会
- ハウス食品「完熟トマトのハヤシライスソース」
- 小学館「美的」
- 青年海外協力隊
- 日本香堂
- 第一三共
- エディオン
- 映画告知「オーシャンズ」
- ユニチャーム「ムーニーマン・汗スッキリ」
- ユニクロ
- キリンビール
- 毎日新聞「映画・毎日かあさん」コラボ映画告知
- ルタオ「ドゥーブルフロマージュ」
- 物流創造企業センコー
- アールビバン「クリスチャン・ラッセン来場展」
- ガシーレンカージャパン「プロアクティブ」
- ユニバーサルスタジオジャパン「ミニオン・パークいよいよ誕生」「ミニオン・パーク今だけのハロウィーン開催中」
- ユニバーサルスタジオジャパン「JR西日本USJスペシャルきっぷ」
- ユニバーサルスタジオジャパン「ミニオンパーク・イエロークリスマス！」
- バンダイ「勇気が出る・光るパジャマ」「カラチェンパジャマ」
- リクルート X 映画小さな英雄「激レアバイト・小さな英雄製作見習い」
- au Wowma!
- グリコ「ポントクック」
- 東洋水産ⅹESSEインフォマーシャル「まるちゃん焼きそば」
- ジェネリック薬品「コングルコンV」
- イオンモール「ポイント還元・お盆編」
- イオンモール「ポイント還元・ゴールデンウイーク編」
- 興和株式会社「トメダイン・コーワ・フィルム」
- 東北電力「東北電力フロンティアの冬の節電アクション」

#### ラジオCMナレーション
- イースペース
- 東海銀行
- 花キューピット
- 神奈川ナブコ
- キリン「氷結」
- コクピット
- 東京ガス
- ヤマハ「着メロ」
- ジャパン建材
- セゾンカード
- S&B
- 埼玉西武ライオンズ
- ユニハーベスト
- ハウス・トゥ・ハウスネットサービス
- ネッツトヨタ
- ブルボン
- パラッツォ
- IKEA前橋

#### その他
- 映像「ヨコハマタイヤ」エンジニア役
- イベント「ラグビーワールドカップ2011壮行会映像」 ナレーション
- LINE広告「怪盗グルーのミニオン大脱走」CMナレーション
- 通販番組「ミス・ベルト」メインナレーション
- ウェブ広告「ディズニー英語教材」紹介ナレーション
- ウェブ広告「コクヨ・宿題やる気ペン」紹介ナレーション
- ウェブ広告「トロピカーナ・エッセンシャルズ」MCキャラクター
- ウェブ広告「タクトホーム　家ならタクト一択で編」メインキャラクター
- ウェブ広告「三井アウトレットパーク」CMナレーション
- 店頭用広告「リトルタウンヒーロー」紹介ナレーション
- 店頭用広告「LEGO レゴマリオ」CMナレーション
- 店頭用広告「LEGO レゴジュラシックワールド」CMナレーション
- 映画館広告「LEGO レゴジュラシックワールド」CMナレーション
- ウェブ広告 興和株式会社「トメダイン・コーワ・フィルム」CMナレーション
- ウェブ広告 バンダイ販売促進用PV「仮面ライダーガッチャード」
- ウェブ広告 PAわんわんパラダイスCELEBRATION

### オーディオブック
- オーディオブック作品（300作品以上）